# Mavis Owureku-Asare
Pour les articles homonymes, voir Asare.
Mavis Owureku-Asare est une bromatologue ghanéenne. Elle a étudié l'utilisation de la déshydratation solaire (en) pour conserver les tomates. Elle a mené des recherches montrant que des aliments de mauvaise qualité étaient vendus sur certains marchés ghanéens. Elle est chercheuse principale à l'Institut de recherche en biotechnologie et en agriculture nucléaire de la Commission ghanéenne de l'énergie atomique (en). Elle est membre du programme Norman Borlaug Leadership Enhancement in Agriculture (LEAP) et lauréate du prix African Women in Agricultural Research and Development (AWARD).  

## Éducation
Owureku-Asare est titulaire d'un doctorat en science alimentaire de l'université des sciences et technologies Kwame Nkrumah. Elle est chercheuse invitée à l'Université Purdue, West Lafayette Indiana USA. Elle a fréquenté le lycée Wesley pour filles à Cape Coast. Elle détient une certification dans le cours FSPCA sur les contrôles préventifs pour l'alimentation humaine du Département de l'Agriculture des États-Unis. 

## Carrière
Elle est la fondatrice de Kasmalink Consult, une organisation à but non lucratif qui fournit aux transformateurs alimentaires locaux un soutien technique et des ressources pour les aider à produire des marques alimentaires compétitives sur le marché mondial,. Elle est membre du conseil d'administration d'Impact Food Hub, une société de conseil en agroalimentaire et en transformation alimentaire basée au Ghana. Elle est également membre du conseil d'administration de la Chambre consultative du commerce Ghana-Inde (GITAC). 
Elle est chercheuse principale à l'Institut de recherche en biotechnologie et en agriculture nucléaire de la Commission ghanéenne de l'énergie atomique (en),.

## Recherche
Elle étudie les technologies et solutions agricoles pratiques qui aident les petits agriculteurs et améliorent les moyens de subsistance des femmes au Ghana. L'un de ses efforts s'est concentré sur le développement de technologies améliorées de séchage solaire pour la gestion post-récolte des produits agricoles cultivés localement, en mettant l'accent sur les tomates,.  
Elle a recherché la qualité des aliments vendus sur les marchés ghanéens et a découvert que les aliments vendus sur cinq marchés (Agbogbloshie (en), Dome, Kaneshie (en), Makola (en) et Okaishie) au Ghana contenaient des nutriments pauvres. Les aliments examinés dans cette recherche étaient les tomates, les oranges, les ananas, les œufs de jardin, les feuilles de cocoyam, les crevettes et la poudre de poisson. Il a été révélé que des fruits tels que des oranges étaient exposés au soleil et sur le sol, ce qui affecte la teneur en vitamine C du fruit. De même, elle a constaté qu'en raison des conditions du marché, des substances comme le lycopène et d'autres antioxydants dans les tomates avaient été détruites. Ses recherches ont également révélé que 98% de l'huile de palme en vente était falsifiée avec des agents cancérigènes et que la pâte d'arachide était mélangée à de la poudre de manioc séchée,.  

## Prix et distinctions
Elle est lauréate du prix African Women in Agricultural Research and Development (AWARD), qui récompense des femmes africaines en recherche et développement agricole. Elle bénéficie en 2012 d'une bourse d'études Norman Borlaug pour les sciences et technologies agricoles internationales. Elle poursuit en 2015 avec le Programme Norman E. Borlaug d'amélioration du leadership en agriculture (Leadership Enhancement in Agriculture, LEAP),. 
Elle est également boursière « Early Career » de l'OWSD, et en 2020 elle est élue Aspen New Voices fellow.